# Onotoa (Placospongiidae)
Onotoa é um gênero de esponja marinha da família Placospongiidae.

## Espécies
- Onotoa amphiastra de Laubenfels, 1955
- Onotoa claudelevii (Rützler e Hooper, 2000)